# Sierpoń żółty
Sierpoń żółty (Ophion luteus) – owad z rodziny gąsieniczników. Parazytoid atakujący gąsienice motyli różnych gatunków. Owady dorosłe ubarwione żółtopomarańczowo, samice posiadają krótkie pokładełko. Występują dwa pokolenia w roku. Gatunek szeroko rozprzestrzeniony w Europie, występuje także w Polsce. Poza Europą znany z Afryki Północnej, Azji (Bliskiego Wschodu i krainy orientalnej), krainy australijskiej oraz Nearktyki.

## Charakterystyka
Sierpoń żółty (łac. Ophion luteus) to owad palearktyczny o żółtopomarańczowym (czasem brązowawym) zabarwieniu ciała. Jego skrzydła są bladożółte, prawie przezroczyste, a długość przednich może u niego wynieść 13 - 18mm. Skrzydła sierponia pozbawione są zwierciadełka, a pterostigma jest u niego pomarańczowa. Tułów nie jest pokryty jasnymi plamami (wyjątek może stanowić jedynie mezopleuron), a tarczka owada nie jest ciemniejsza od reszty ciała. Ciało jest smukłe, głowa mała, a czułki nitkowate i wieloczłonowe. Golenie tylne są bardzo cienkie, a kończyny - ogólnie - długie. Występują u niego żuwaczki wyposażone w dwa grube, ale krótkie zęby. Odwłok wygina się w charakterystycznie sierpowaty sposób: stąd nazwa gatunkowa.

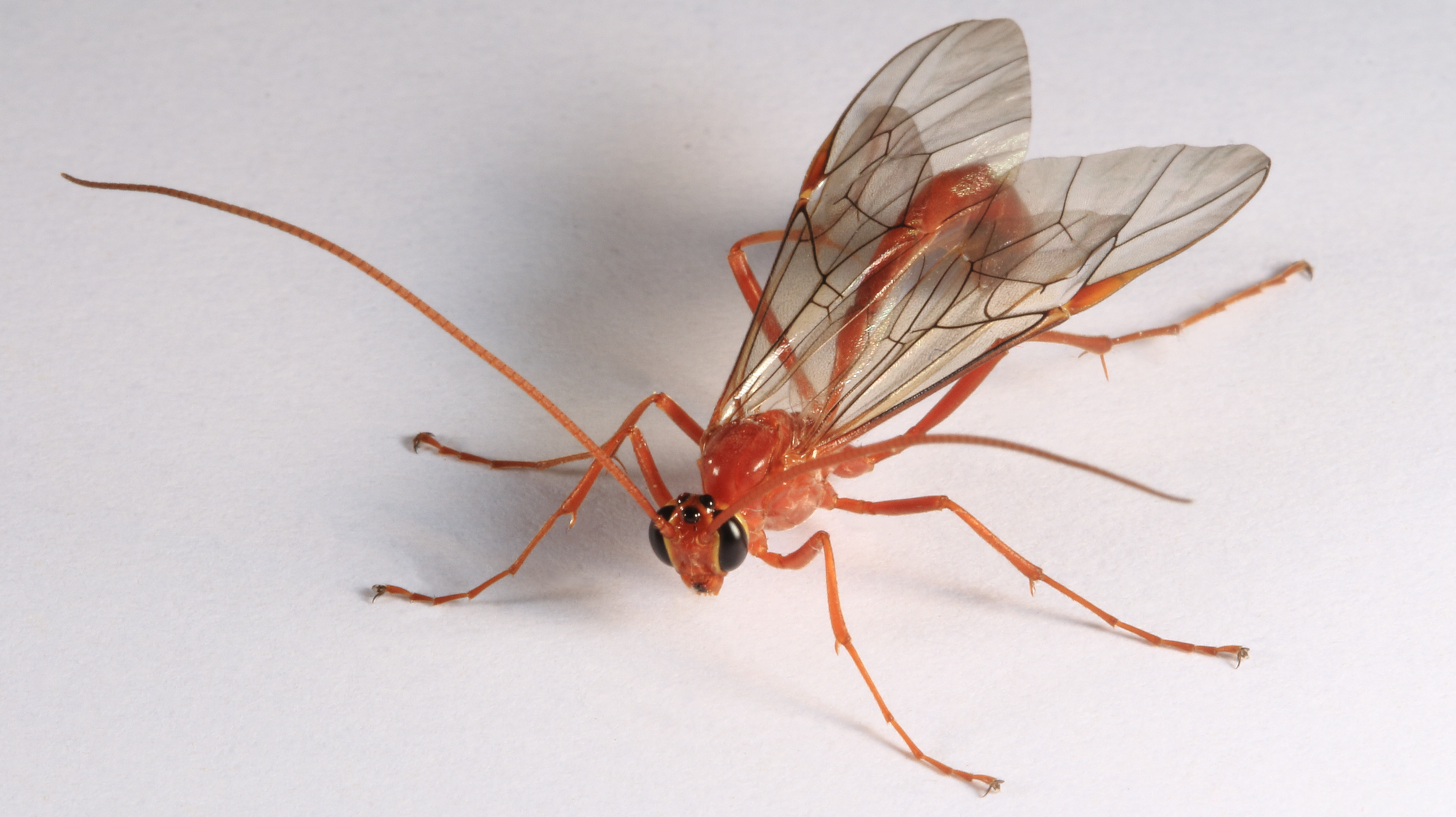
Sierpoń żółty jest pospolitym gatunkiem owada występującym między innymi w Polsce.

Sierpoń żółty jest parazytoidem, koinobiontem, który jest pasożytem wewnętrznym różnych gatunków gąsienic motyli. Samica składa jedno jajo w ciele gąsienicy, łącznie w ciągu roku wydaje dwa pokolenia. Jaja składa za pomocą krótkiego, widocznego pokładełka, które jest wykorzystywane również jako żądło. U tego gatunku występuje rozwój złożony. Cały cykl rozwojowy (od jaja do poczwarki) prowadzi z reguły do śmierci żywiciela. Przepoczwarzenie zachodzi w glebie w charakterystycznym kokonie otoczonym białą obrączką. Sierpoń prowadzi nocny tryb życia i podobnie jak ćmy, przyciąga go światło.
Podobnymi do niego owadami są między innymi: Enicospilus (osa z rodziny gąsienicznikowatych), sierpoń leśny, czy gatunki błonkoskrzydłych zaliczane do rodzaju Netelia.